# 吉備那多利
吉備 那多利（きび の なたり、生年不詳 - 継体天皇24年（530年））は、古代の日本人と任那人との混血児である。

## 記録
吉備那多利が兄弟（と思われる）斯布利（しふり）と共に登場するのは、『日本書紀』巻第十七の以下の記述のみである。
ここで言う、「韓子」（からこ）とは、とは日本人と外国人との間に生まれた混血を指すもので、この場合は吉備人と任那人の間に生まれた子供になる。那多利と斯布利が何をしたのか、については、一切触れられていない。また、「毛野」を「けな」と読むのは、『日本書紀』継体天皇24年是歳条の妻の和歌によるものである。
この物語は、『書紀』巻第十五の顕宗天皇3年（推定487年)の、紀大磐が三韓に王たらむとして、首府（みやつかさ）を整えて、自分を「神聖」（かみ）と名乗った、という記事と呼応しており、近江毛野の朝鮮半島での暴虐・経営の失敗の記事としてとらえられている。その前の箇所でも、毛野は百済の使者を怒らせたり、任那の4村を新羅に奪われるなど、数々の失敗を犯している。だが、これらは朝鮮半島の立場から描かれた視点である。失政があったのは事実だとしても、『書紀』の史料に『百済三書』が用いられていることも事実である。
吉田晶は、吉備勢力が朝鮮半島南部と独自の交流関係を持っており、二人が毛野臣に殺されたのは、彼らが血縁でつながる吉備勢力と、任那との交流に大きな役割を果たしており、大王の権力による外交の一元化の障害物とされたためだと推測している。5世紀後半の雄略天皇時代の記事でも吉備小梨が任那日本府の将軍として活躍しており、この時代の記事でも巻第十九では、欽明天皇の時代の541年と544年に「吉備臣」・「吉備弟君臣」が散見している。
毛野臣は倭国から派遣された人物であり、現地の人民を悩まし、和解することがなかったとあるように、現地の利害と衝突することがあり、吉備韓子もヤマト王権側ではなく、現地の立場を代弁したものと考えられる。ここからは、ヤマト王権と倭系加耶人との立場の相違が確認され、「日本府」としての一体性は読み取れない。

## 参考資料
- 『日本書紀』(三)、岩波文庫、1994年
- 『日本書紀』全現代語訳(上）（下）、講談社学術文庫、宇治谷孟：訳、1988年
- 『日本の歴史1　神話から歴史へ』、井上光貞：著、中央公論社、1965年
- 『天皇と古代王権』、井上光貞：著、吉村武彦：編、岩波現代文庫、2000年
- 『毎日グラフ別冊　古代史を歩く4吉備』、毎日新聞社、1987年
- 歴史読本臨時増刊入門シリーズ『日本古代史の基礎知識』、新人物往来社、1992年より、「古代における中国・朝鮮と日本」文：中野高行